# Radix natalensis
Radix natalensis е вид коремоного от семейство Езерни охлюви (Lymnaeidae).

## Разпространение
Видът е широко разпространен в Африка.